# Taxa generalis
Die Taxa generalis (eigentlich Taxa generalis subsidiorum cleri Trevirensis) ist ein Verzeichnis kirchlichen Besitzes (Klöster, Kirchen etc.) des Erzbistums Trier. Bekannt sind eine Auflistung von 1330 und eine von 1557.